# 47 로닌
《47 로닌》(영어: 47 Ronin)은 2013년 개봉한 미국의 시대극 판타지 액션 영화이다. 18세기초(1701년) 일본에서 실제 있었던 사건인 충신장(忠臣藏)을 바탕으로, 47인의 무사에 키아누 리브스가 연기한 가공의 인물인 가이가 추가되는 등의 독자 요소가 가미되었다.
촬영은 2011년 3월 부다페스트에서 시작해 런던의 셰퍼턴 스튜디오를 거쳐 일본에서 마무리되었다.

## 줄거리
중세 일본, 영국계 혼혈 가이는 어릴 적 왓카나이시 인근 숲에서 길을 잃고 아코번의 자비로운 영주 아사노에게 입양된다. 가이는 아사노의 딸 미카와 사랑에 빠지지만 혼혈이라는 이유로 사무라이들에게 무시당한다.
쇼군의 의전관 기라는 변신이 가능한 여우 요괴 미즈키의 도움을 받아 아코번을 차지하려 한다. 미즈키는 기린을 보내 아사노와 그의 부하들을 사냥터에서 죽이려 하고, 가이는 이들을 구하려다 미즈키의 정체를 목격한다. 쇼군 도쿠가와 쓰나요시가 아코번을 방문했을 때 가이는 미즈키가 쇼군의 첩으로 변장한 것을 알아차리고 아사노의 수석 고문관 오이시에게 경고하려 하지만 묵살당한다.
쇼군을 즐겁게 하기 위해 기라는 자신의 최강 전사인 골렘과 아사노의 대표 전사 간의 결투를 주선하는데, 미즈키의 마법으로 아사노의 전사가 무력화된다. 가이는 몰래 갑옷을 입고 대신 싸우지만, 도중 정체가 드러나 쇼군의 명령으로 심한 구타를 당한다. 그날 밤 미즈키는 아사노를 홀려 기라가 미카를 강간하려 한다고 믿게 만들고, 아사노는 무장하지 않은 기라를 공격한다. 아사노는 할복 자살형에 처해지고, 쇼군은 아코번과 미카를 기라에게 넘겨준다. 오이시와 그의 부하들은 낭인이 되고, 복수를 금지당한다. 기라는 오이시를 감금하고 가이를 노예로 팔아 버린다.
거의 1년 후 풀려난 오이시는 기라가 마법을 사용하여 아사노를 함정에 빠뜨린 것을 깨닫고 흩어진 낭인들을 다시 모아 데지마의 싸움판에서 가이를 구출한다. 가이는 덴구의 특별한 칼을 얻기 위해 어릴 적 탈출했던 신비로운 덴구의 숲으로 그들을 데려간다. 덴구 사원 안에서는 절대로 칼을 뽑으면 안 된다는 경고를 들은 오이시는 덴구가 보여주는 끔찍한 환영 속에서도 칼을 뽑지 않고 버티고, 가이는 과거 자신을 훈련시킨 덴구 달인을 이긴다. 낭인들은 마침내 칼을 받는다.
낭인들은 미카와의 결혼 축복을 받기 위해 신사로 순례를 떠나는 기라를 매복하려 하지만, 이는 함정이었고 대부분의 낭인들이 죽는다. 모두 죽었다고 믿은 미즈키는 오이시의 칼을 기라에게 선물하고 미카에게 낭인들의 죽음을 조롱한다. 그러나 오이시와 가이는 살아 있었고, 이들은 남은 낭인들과 함께 결혼 공연단으로 위장해 기라의 성에 침입한다. 공연 중 다른 낭인들이 성벽을 타고 올라가 경비병들을 공격한다. 오이시는 기라와 싸우고, 가이와 미카는 용의 모습으로 변한 미즈키와 맞선다. 가이는 마침내 덴구의 신비한 힘을 사용하여 미즈키를 죽인다. 오이시가 기라의 잘린 머리를 들고 나타나자 기라의 부하들이 항복한다.
낭인들과 가이는 막부 당국에 자수하고 쇼군의 복수 금지 명령을 위반한 죄로 사형을 선고받지만 쇼군은 그들이 무사도의 원칙을 따랐다고 선언하고 사무라이로서의 명예를 회복시켜 준다. 그들은 할복을 허락받고 아사노와 함께 묻히는 영광을 누린다. 쇼군은 아코번을 미카에게 돌려주고, 오이시의 아들 지카라를 사면하여 그가 오이시의 혈통을 이어 나가고 아코번을 섬기게 한다.

## 출연진
- 키아누 리브스
- 사나다 히로유키
- 아사노 다다노부
- 기쿠치 린코
- 시바사키 고
- 다나카 민
- 케리히로유키 다가와
- 아카니시 진
- 요릭 판바헤닝언
- 데아이 마사유키
- 이가와 도고
- 게디 와타나베
- 릭 저네스트

## 기타 제작진
- 총괄 제작: 스콧 스튜버
- 배역: 데니즈 채미언, 프리실라 존, 아니아 오헤어
- 미술: 얀 룰프스
- 세트: 엘리 그리프
- 의상: 페니 로즈
- 헤어: 루카 반넬라
- 조감독: 윌리엄 도즈, 샐리 앤 하드, 닉 헥스톨스미스, 필 닐슨, 터마시 버시, 톰 화이트